# Catasetum lucis
Catasetum lucis là một loài thực vật có hoa trong họ Lan. Loài này được P.Ortiz & G.Arango mô tả khoa học đầu tiên năm 1994.